# Cuna carditelloides
Cuna carditelloides is een tweekleppigensoort uit de familie van de Condylocardiidae. De wetenschappelijke naam van de soort is voor het eerst geldig gepubliceerd in 1911 door Suter.